# Blindsilltjärnen (Bodsjö socken, Jämtland, 695121-146379)
Blindsilltjärnen är en sjö i Bräcke kommun i Jämtland som ingår i Ljungans huvudavrinningsområde.